# Mausolée de Cheikh Khoja Khisrav
 (décembre 2023).
Le mausolée de Shaykh Khizrav est un lieu de pèlerinage situé dans le district de Karmana, dans la région de Navoï. Ce site de pèlerinage est inclus dans la liste nationale des objets du patrimoine culturel immatériel de l'Ouzbékistan,.

## Histoire
Khoja Khisrav est un saint qui a vécu au XIVe siècle, aux côtés de Mawlana Orif Deggaroni et Khwaja Bakhouddin,. Des informations sur la vie, les activités et les miracles de Khoja Khisrav peuvent être trouvées dans le livre « Bahouddin Balogardon » écrit par Abul Musin Muhammad Boqir Ibn Muhammad Ali[réf. nécessaire]. Il était reconnu comme une figure éminente de son époque, un leader spirituel et un détenteur de miracles dans la foi islamique. Il est enterré au sud-ouest du mausolée de Qosim Shaykh, à environ 400 mètres de là. Ce petit mausolée est entouré d'un côté par un canal et de l'autre côté par des maisons privées. La zone du mausolée est entourée d'une belle clôture métallique. Le bâtiment lui-même est une structure à dôme unique avec un portail d'entrée et un périmètre rectangulaire, construit en briques apparentes, orné de carreaux colorés, partiellement gravés et émaillés[réf. nécessaire]. L'intérieur est assez spacieux et comprend une pierre tombale en marbre symbolique avec de la calligraphie arabe dans l'alcôve centrale du dôme.
Le mausolée de Sheikh Khisrav est rénové au XXe siècle,,. À la place du mausolée original, seul le site d'inhumation de Khoja Khisrav subsiste, et un nouveau mausolée, fabriqué à partir de matériaux modernes, a été installé par-dessus,,. Le site de pèlerinage sacré, le mémorial « Khoja Khisrav », situé dans le district de Karmana, est reconstruit et rendu accessible au public. Après la restauration du site de pèlerinage de Khoja Khisrav, il change d'apparence.